# Yanelis Labrada
Yanelis Yuliet Labrada Díaz, Yanely Labrada (ur. 8 października 1981 w Manzanillo) – kubańska zawodniczka taekwondo, wicemistrzyni olimpijska z Aten (2004), wicemistrzyni świata.
W 2004 roku wzięła udział w igrzyskach olimpijskich w Atenach. Zdobyła srebrny medal olimpijski w kategorii do 49 kg (przegrała w finale z Chen Shih-hsin). 
W 2003 roku zdobyła srebrny medal mistrzostw świata, w 2005 roku brązowy medal uniwersjady, w latach 1999–2003 dwa medale igrzysk panamerykańskich (złoty i brązowy), a w 2006 roku złoty medal igrzysk Ameryki Środkowej i Karaibów.